# Mila (actriz pornográfica)
Mila (Odesa, República Socialista Soviética de Ucrania; 20 de abril de 1970) es una actriz pornográfica estadounidense de origen soviético ganadora del Premio AVN.

## Biografía
Original de la antigua República Socialista Soviética de Ucrania, Mila, nombre artística, nació en el seno de una familia con raíces judías. A temprana edad, se mudó con sus padres a los Estados Unidos, instalándose en la ciudad californiana de Los Ángeles. Estudió en una escuela privada, y más adelante consiguió su licenciatura en Psicología de la Universidad Estatal de California en Northridge. Trabajó en el campo de la medicina durante varios años.
Hizo su debut en la industria pornográfica en el año 1996, cuando contaba 26 años. Como actriz, llegó a trabajar para estudios como Sin City, Vivid Entertainment, Wicked Pictures, VCA Pictures, Metro, Sunshine Films, Evil Angel, Elegant Angel, Exquisite, Gotham Gold, Rosebud, Heatwave o Amazing, entre otros. Entre 1997-1999 también se dedicó a la dirección, grabando Mila's Fuck Sluts para Outlaw Productions y la trilogía Mila: Queen of Nasty para Dangerboy Video.
Hasta 2001, trabajó en The Chicken Ranch, un burdel legal en el estado de Nevada, hasta que se casó.
Llegó a ganar de manera consecutiva tres premios AVN en los años 1998, 1999 y 2000 en la categoría de Mejor escena escandalosa de sexo por sus trabajos, respectivamente, en My Girlfriend's Girlfriend, Ass Artist y Perverted Stories 22. Consiguió, además, en el año 1998, otra nominación a la Mejor escena de sexo lésbico en grupo por Everybody Wants Some 3.
Se retiró en 2009, con algo más de 380 películas como actriz.

## Premios y nominaciones
| Año  | Ceremonia   | Resultado | Premio                                | Trabajo                    |
| ---- | ----------- | --------- | ------------------------------------- | -------------------------- |
| 1998 | Premios AVN | Ganadora  | Mejor escena escandalosa de sexo      | My Girlfriend's Girlfriend |
| 1998 | Premios AVN | Nominada  | Mejor escena de sexo lésbico en grupo | Everybody Wants Some 3     |
| 1999 | Premios AVN | Ganadora  | Mejor escena escandalosa de sexo      | Ass Artist                 |
| 2000 | Premios AVN | Ganadora  | Mejor escena escandalosa de sexo      | Perverted Stories 22       |